# Bisdom Eséka

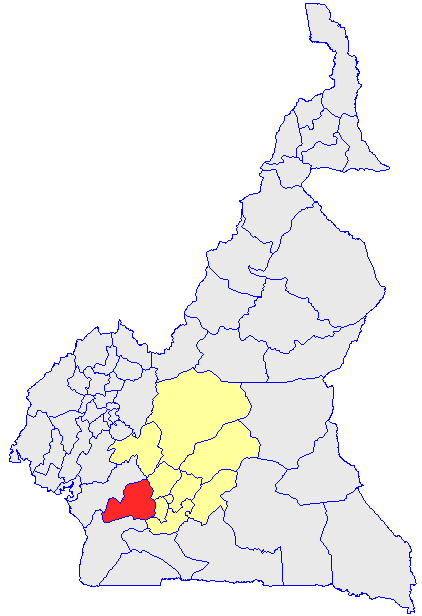
Het bisdom (rood) binnen de regio Centre (geel)

Het bisdom Eséka (Latijn: Dioecesis Esekanensis) is een rooms-katholiek bisdom in Kameroen. Het maakt samen met vijf andere bisdommen deel uit van de kerkprovincie Douala en is suffragaan aan het aartsbisdom Douala. Het bisdom telt 130.500 katholieken (2019), wat zo'n 53,9% van de totale bevolking van 242.000 is. In 2019 bestond het bisdom uit 36 parochies. Het bisdom heeft een oppervlakte van 6.500 km² en valt samen met het departement Nyong-et-Kéllé in de regio Centre.  

## Geschiedenis
- 1993: Oprichting uit delen van het aartsbisdom Douala

## Speciale kerken
De kathedraal van het bisdom Eséka is de Cathédrale Notre Dame de Fatima in Eséka.

## Bisschoppen
- Jean-Bosco Ntep (1993–2004)
- Dieudonné Bogmis (2004–2018)
- François Achille Eyabi (sinds 2020)